# Raimundo Aniceto
Raimundo José da Silva (Crato, 14 de fevereiro de 1934), mais conhecido como, Raimundo Aniceto, é um mestre da cultura cearense.

## História
Seu avô foi quem fundou a tradicional banda Cabaçal ao pé da Chapada do Araripe que tem mais de 200 anos de existência.. Seu pai, José Lourenço da Silva, que era índio da região do Cariri, tinha 10 filhos, dois dos quais ainda fazem parte da banda. Raimundo começou a tocar na banda com 6 ou 7 anos de idade junto com seus irmãos, pai e primos. Seu pai gostava de música mas também era, como intitula Raimundo, um "agricultor fraco". Sua mãe, Maria da Conceição, fazia chapéu de palha e renda. Sua infância foi favorável para que sua família seja uma referência internacional da cultura cearense.